# Jan Ząbczyński
Jan Ząbczyński (ur. 5 grudnia 1933 w Sosnowcu, zm. 27 kwietnia 2016 tamże) – polski piłkarz występujący na pozycji pomocnika.

## Kariera piłkarska
Wychowanek Kolejarza Sosnowiec, w którym grał w latach 1948–1954. Następnie odbywał służbę wojskową w Gwardii Koszalin. W 1956 wrócił do Kolejarza, jednak jeszcze w tym samym roku trafił do Stali Sosnowiec. W barwach Stali debiutował 18 listopada 1956 w meczu Pucharu Polski - Konstal Chorzów - Stal (3:4). Na debiut ligowy (w I lidze musiał poczekać do kolejnego sezonu. Był to mecz Stali z Budowlanymi Opole (3:2) rozegrany 31 marca 1957. Pierwszego gola dla sosnowieckiego klubu zdobył 2 czerwca 1957 w meczu Stal - Polonia Bytom (3:2). Drugą bramkę zdobył 6 października 1957 w meczu Stal - Górnik Radlin – a jest warta odnotowania, bowiem była zdobyta już w 40 sekundzie meczu. Po rocznym epizodzie Stali w II lidze w 1959 r. wywalczył z drużyną awans do I ligi.
W 1963 przeszedł do Górnika Sosnowiec, gdzie występował do 1970 i zakończył karierę.

### Statystyki piłkarskie
W I lidze rozegrał 18 meczów i zdobył 2 bramki jako zawodnik Stali Sosnowiec.

W II lidze rozegrał 22 mecze i zdobył 2 bramki jako zawodnik Stali Sosnowiec.

W Pucharze Polski rozegrał 2 mecze jako zawodnik Stali Sosnowiec.
Łącznie jako zawodnik Stali Sosnowiec zagrał w 42 meczach zdobywając 4 bramki.
| Sezon     | Klub           | Liga          | Mecze | Gole | Uwagi             |
| --------- | -------------- | ------------- | ----- | ---- | ----------------- |
| 1956/1957 | Stal Sosnowiec | Puchar Polski | 2     | 0    | ćwierćfinał       |
| 1957      | Stal Sosnowiec | I liga        | 12    | 2    |                   |
| 1958      | Stal Sosnowiec | I liga        | 1     | 0    | spadek do II ligi |
| 1959      | Stal Sosnowiec | II liga       | 22    | 2    | awans do I ligi   |
| 1960      | Stal Sosnowiec | I liga        | 4     | 0    |                   |
| 1961      | Stal Sosnowiec | I liga        | 1     | 0    |                   |

## Kariera trenerska
Po zakończeniu kariery piłkarskiej rozpoczął pracę szkoleniowca w Górniku Sosnowiec. W 1974 po fuzji Górnika z Zagłębiem Sosnowiec stał się trenerem tego drugiego klubu. Prowadził tam drużyny młodzieżowe i rezerwy. W rundzie wiosennej sezonu 1980/1981 był asystentem trenera Kazimierza Szmidta. Miał również epizod w klimontowskim Górniku Sosnowiec.

## Sukcesy
- awans do I ligi 1954 ze Stalą Sosnowiec;
- ćwierćfinał Pucharu Polski 1957 ze Stalą Sosnowiec